# 希斯特尔
希斯特尔（荷蘭語：Gistel，荷蘭語發音：[ˈɣɪstəl]）是比利时弗拉芒大區西佛兰德省奥斯坦德区的一座城市，通行荷蘭語，是弗拉芒社群的一部分，面积42.84平方千米，人口12,106人（2022年1月1日）。